# Pygame
Pygame – biblioteka programistyczna przeznaczona do tworzenia gier komputerowych oraz aplikacji multimedialnych w języku Python stworzona przez Pete Shinnersa.
Do działania wymaga biblioteki Simple DirectMedia Layer, przy wykorzystaniu której dostarcza modułów pozwalających na wyświetlanie grafiki, odtwarzanie dźwięków, śledzenie czasu, obsługę myszy i joysticka, obsługę CD, czy renderowanie czcionek TTF. Pygame jako nakładka na SDL jest wieloplatformowa i umożliwia pracę na różnych systemach operacyjnych m.in. na Windows, Linux, MacOS.
Biblioteka Pygame stanowi wolne oprogramowanie i jest dystrybuowana na zasadach licencji LGPL.